# Санкино (Красночетайський район)
Са́нкино (рос. Санкино, чув. Сĕнтĕкçырми) — присілок у Чувашії Російської Федерації, у складі Хозанкінського сільського поселення Красночетайського району.
Населення — 307 осіб (2010; 432 в 2002, 572 в 1979, 862 в 1939, 863 в 1926, 576 в 1897, 331 в 1869).
Національний склад (2002):
- чуваші — 100 %

## Історія
Історична назва — Санькіна. Засновано 19 століття як околоток села Хоршеваші. До 1835 року селяни мали статус державних, до 1863 року — статус удільних, займались землеробством, тваринництвом, виробництвом взуття та шерсті. 1897 року відкрито школу грамоти. 1930 року створено колгосп «Трактор». До 1920 року присілок входив до складу Атаєвської волості Курмиського (у період 1835–1863 років — у складі Атаєвського удільного приказу), до 1927 року — до складу Ядринського повіту. З переходом на райони 1927 року — спочатку у складі Красночетайського, у період 1962–1965 років — у складі Шумерлинського, після чого знову переданий до складу Красночетайського району.

## Господарство
У присілку діють фельдшерсько-акушерський пункт, клуб, бібліотека та 2 магазини.